# 5937 Lodén
5937 Lodén è un asteroide della fascia principale. Scoperto nel 1979, presenta un'orbita caratterizzata da un semiasse maggiore pari a 2,2602679 UA e da un'eccentricità di 0,1303144, inclinata di 3,62119° rispetto all'eclittica.